# Teardrops (canção)
"Teardrops" é uma canção da banda britânica de rock Bring Me the Horizon. Produzida pelo vocalista da banda Oliver Sykes e pelo tecladista Jordan Fish, foi lançada como o quarto e último single de Post Human: Survival Horror em 22 de outubro de 2020.

## Promoção e lançamento
Depois que um anúncio sobre as informações para uma turnê no Reino Unido em setembro de 2021 foi lançado, a banda revelou um teaser para o novo videoclipe de "Teardrops" que seria lançado no dia seguinte.

## Composição e letra
"Teardrops" foi descrita pelos críticos como nu metal, metalcore, hard rock, rock alternativo, e uma música emo. Foi escrita pelo vocalista principal da banda, Oliver Sykes, e pelo tecladista Jordan Fish. A música fala sobre crianças crescendo na era de hoje, com o vício em tecnologia sendo comum e os problemas disso. Também fala sobre depressão e ansiedade. O videoclipe representa a luta de Sykes com sua saúde mental e abuso de drogas, todavia ele superou isso por causa de seus companheiros de banda. De acordo com uma entrevista com a NME, é a música favorita de Oliver Sykes em Post Human: Survival Horror. Durante a produção de "Teardrops", Sykes tentou convencer Jordan Fish a incorporar ruídos de trompas de elefante na música. Inicialmente uma piada, Sykes e Fish optaram por inserir o som na música, tocá-lo fortemente e com reverberação para disfarçar os ruídos óbvios para se encaixar no resto da canção. Notavelmente, isso acontece nos primeiros dez segundos da música.
Musicalmente, "Teardrops" inspira-se no típico gênero nu-metal e a música é comparada, por críticos musicais, principalmente ao som antigo do Linkin Park. Também foi notado que a progressão de acordes de "Teardrops" foi inspirada em "Somewhere I Belong" da banda mencionada do álbum Meteora, lançado em 2003. Falando sobre a música em geral, Sykes explica seus pensamentos sobre "Teardrops" na época do lançamento:

"Estou tão animado para lançar esse single, parece uma música clássica do Bring Me the Horizon, porém sem parecer com nada que já fizemos antes. Eu sinto que 'Teardrops' é um dos melhores trabalhos que já fizemos, musicalmente e liricamente como um todo."
Além disso, Sykes explicou seu processo de pensamento sobre o significado por trás de "Teardrops" em uma entrevista à BBC Radio 1:

"O vício em tecnologia é tão normal para nós hoje em dia. Somos viciados em nossos telefones, viciados em nossos computadores, na mídia, nas notícias. Acordamos de manhã e ninguém diz 'Você não deve verificar seu telefone logo de manhã e então ver as notícias ruins ou redes sociais'. Ninguém nos diz isso. É como convidar milhares de estranhos tagarelas para o seu quarto às 7h05. Estamos todos no mesmo barco, então ninguém gosta de falar sobre isso. Mas o impacto mental da maneira como estamos vivendo agora, a maneira como nossa sociedade é, não acho que realmente vimos os efeitos posteriores ou as repercussões disso e acho que veremos em breve. Essa música é sobre como nossa bússola moral está um pouco distorcida porque estamos tão entorpecidos com as más notícias todos os dias e é difícil saber o que devemos realmente fazer sobre isso. Acho muito perigoso porque quando ouvimos essas histórias de opressão, tragédias ou o que seja. É como: Eu grito? Eu grito? Eu conto para alguém? Eu brigo por causa disso ou eu me sento? Estamos perdendo o jeito de como reagir a essas coisas. Quero dizer, estou sentindo isso como um homem de 33 anos. Você tem filhos, que, para eles, é completamente aceitável e normal viver como estamos vivendo agora. Eu não sei como lidar com isso."

## Desempenho comercial
Seguindo "Parasite Eve" e "Obey", "Teardrops" continuaria a tendência estabelecida por eles ao estrear na UK Singles Chart no Top 40, no número 39. A música também estreou na Scottish Singles Chart por uma semana no número 62. A música estreou e simultaneamente atingiu o pico na UK Singles Sales, UK Downloads e UK Streaming em 46, 45 e 77, respectivamente.
Post Human: Survival Horror foi lançado em 30 de outubro, o que ajudou a manter "Teardrops" firmemente no Top 100 pelas duas semanas seguintes, 49 e 90, antes de sair completamente das paradas em 20 de novembro de 2020. Ao mesmo tempo, "Teardrops" estreou no topo do UK Rock & Metal Singles Chart e permaneceu no topo da parada por duas semanas. Ficou na parada por nove semanas consecutivas, antes de cair em 1º de janeiro de 2021, e entrou novamente na semana seguinte no número 38 em 8 de janeiro de 2021, depois que as canções de Natal caíram nas paradas. Ele entrou e saiu do Top 40 em janeiro e no início de fevereiro, passando um total combinado de 12 semanas não consecutivas na UK Rock & Metal Singles antes de cair completamente em 12 de fevereiro de 2021.
Nos Estados Unidos, "Teardrops" vendeu 3.000 downloads digitais e também acumulou 1,9 milhão de streams na primeira semana. Isso resultou no número 44 na parada Digital Song Sales, número 16 na parada Hot Rock & Alternative Songs e estreou no topo da recém-introduzida Hot Hard Rock Songs da Billboard.

## Videoclipe
O videoclipe de "Teardrops" foi lançado no mesmo dia do single. Dirigido pelo próprio Sykes, o vídeo se inspira em sua batalha contra a depressão durante o período de confinamento devido a pandemia, em que isso seria representado nas cenas com ele se afogando.

## Na cultura popular
- Uma edição de rádio fortemente censurada de "Teardrops" foi incluída na trilha sonora do videogame Forza Horizon 5, exclusivo do Xbox.[29]

## Paradas

### Semanais
| Parada (2020–2021)                                      | Posição de pico |
| ------------------------------------------------------- | --------------- |
| Australia Digital Tracks (ARIA)                         | 42              |
| República Checa (Singles Digitál Top 100)               | 99              |
| Germany (Deutsche Single Trend Charts)                  | 6               |
| New Zealand Hot Singles (RMNZ)                          | 23              |
| Escócia (Scottish Singles Chart)                        | 62              |
| Reino Unido (UK Singles Chart)                          | 39              |
| Reino Unido (OCC UK Rock and Metal)                     | 1               |
| Estados Unidos (Billboard Digital Song Sales)           | 44              |
| Estados Unidos (Billboard Hot Rock & Alternative Songs) | 16              |
| Estados Unidos (Billboard Rock Airplay)                 | 20              |

 
|

### Anuais
| Parada (2021)                      | Posição |
| ---------------------------------- | ------- |
| US Hot Hard Rock Songs (Billboard) | 5       |
| US Mainstream Rock (Billboard)     | 1       |